# 樊建川
樊建川（1957年4月4日—），男，汉族，四川宜宾人。中国民营企业家、收藏家，建川博物馆、重庆建川博物馆创建者。
其因辞官经商、收藏文物创办私人博物馆而被媒体广泛报道。现任成都建川实业集团有限公司董事长、四川省建川博物馆馆长、重庆建川博物馆馆长。

## 生平
1957年4月4日，樊建川出生于四川宜宾，祖籍山西兴县。1975年毕业于胜利油田采油中学后，返回宜宾当知青，1976年参军。1981年毕业于解放军西安政治学院，之后任教于重庆市第三军医大学（现中国人民解放军陆军军医大学）。1987年回到宜宾政界任职，1991年担任宜宾副市长。1993年辞官经商，次年创建四川安仁建川文化产业开发有限公司并担任董事长。

### 开办博物馆
2003年，樊建川开始筹备、构思、创建本土的博物馆。2005年8月15日，樊建川在四川安仁镇创办的建川博物馆聚落群正式对外开馆。2018年6月18日，其在重庆市九龙坡区创办的重庆建川博物馆聚落正式对外开馆。

## 社会兼职
兼任四川省山西商会名誉会长，四川省工商联合会副会长，中国抗日战争史学会副秘书长，中国文艺志愿者协会副主席。

## 荣誉
- 2018年10月，被全国工商联评选为改革开放40年百名杰出民营企业家。[10][11]
- 2019年7月31日，被评选为第五届全国非公有制经济人士优秀中国特色社会主义事业建设者[12]。

## 财富
2010年以15亿资产位列胡润百富榜地区排名第27位。

## 自传
1. 《新民说·大馆奴：樊建川的记忆与梦想》[4]